# Schottmalhorn (Reiter Alm)
Pour l’article homonyme, voir Schottmalhorn (Steinernes Meer).
Le Schottmalhorn est une montagne culminant à 2 045 mètres d'altitude dans le massif des Alpes de Berchtesgaden.

## Géographie
Malgré sa faible isolation topographique et sa faible proéminence, le Schottmalhorn offre une bonne vue panoramique sur l'ensemble du Reiter Alm et ses sommets. La vue comprend le Hoher Göll, le Grosser Priel et le Hoher Dachstein à l'est, le Watzmann et le Hochkalter au sud-est, le Grossglockner et le massif de Leogang au sud et les Alpes du Chiemgau avec le Sonntagshorn et le Hochstaufen à l'ouest et au nord. La vue profonde sur le Hintersee et Ramsau est particulièrement impressionnante.

## Ascension
Depuis la Neue Traunsteiner Hütte, deux sentiers balisés mènent au Schottmalhorn, qui peuvent être combinés en un tour :
- le chemin à partir de l'Edelweißlahnerkopf en 2 h 30 à 3 h ;
- par la Steinberggasse et le Reiter Alm en 3 h à 3 h 30.